# Hipernowa

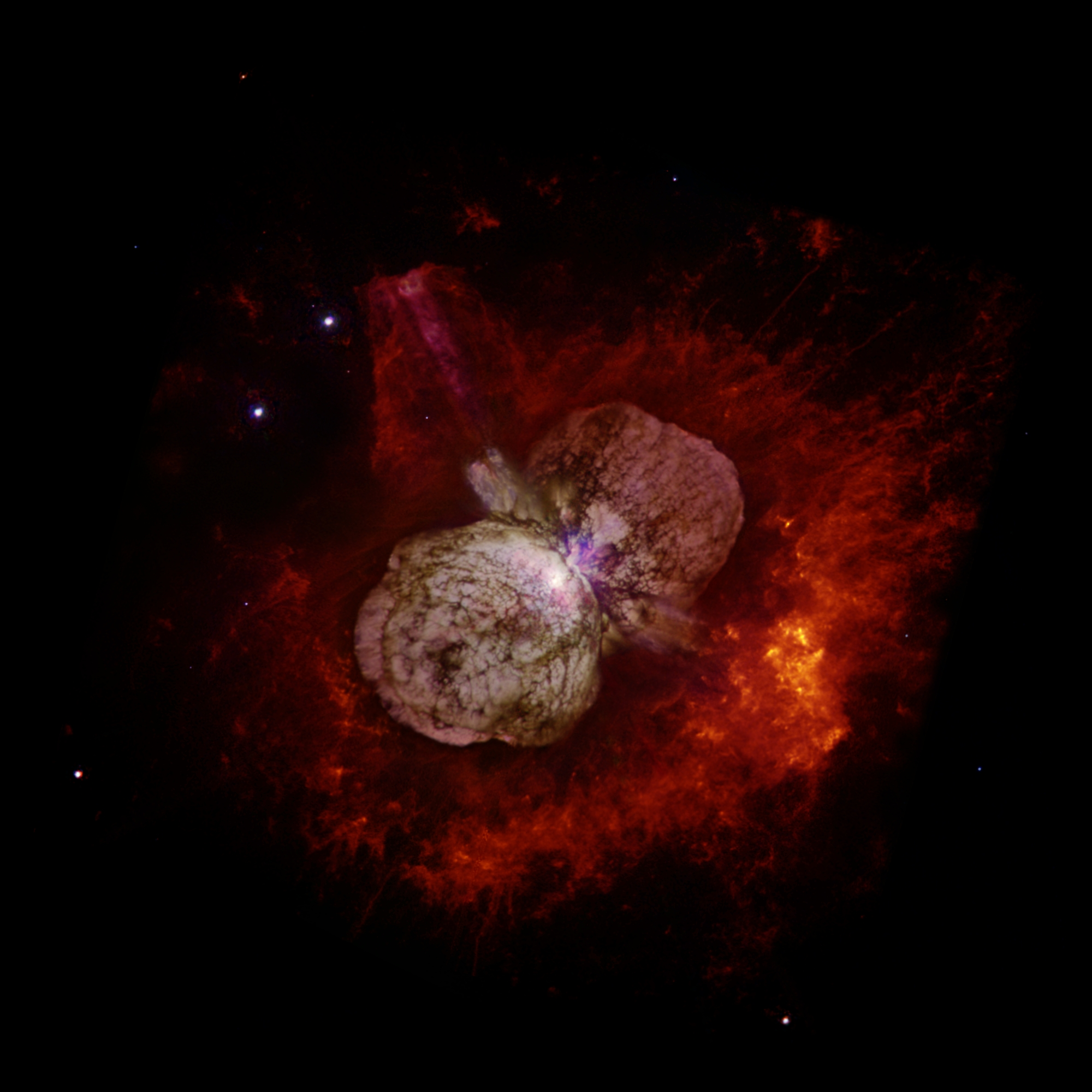
Eta Carinae, otoczona mgławicą emisyjną Homunkulus, kandydatka na przyszłą hipernową

Hipernowa (kolapsar) – rodzaj wysokoenergetycznej supernowej powstający, gdy wyjątkowo masywna gwiazda zapada się na skutek ustania w niej reakcji termojądrowych.
Początkowo nazwa ta odnosiła się do eksplozji o energii przekraczającej stukrotnie jasność zwykłej supernowej (czyli powyżej 1046 dżuli). Później terminem tym zaczęto wyróżniać wybuchy gwiazd najbardziej masywnych, o masach kilkadziesiąt razy przekraczających masę Słońca. Dokładna wartość wyjściowej masy gwiazdy przed kolapsem (na ciągu głównym), potrzebna do tego, aby jej wybuch spowodował hipernową, nie jest znana, zaś astrofizycy szacują ją na co najmniej kilkadziesiąt mas Słońca, w oparciu o teoretyczne modele budowy i ewolucji gwiazd. Istotny wpływ ma tutaj procentowa zawartość helu i pierwiastków ciężkich w gwieździe, czyli jej metaliczność, przyjęty opis konwektywnego transportu energii we wnętrzu gwiazdy, a także tempo utraty masy wskutek wiatru gwiazdowego w ostatnich fazach jej życia.
Podczas wybuchu hipernowej jądro gwiazdy zapada się bezpośrednio do stadium czarnej dziury. Jeśli gwiazda ta szybko rotuje, to z okolic jej biegunów, wzdłuż osi rotacji, wyrzucane są dwa wysokoenergetyczne strumienie plazmy, poruszające się z prędkością bliską prędkości światła w próżni w postaci dżetów. Strumienie te emitują intensywne promieniowanie gamma i są jednym z możliwych źródeł potężnych błysków gamma.
Ponieważ gwiazdy dostatecznie duże, by zapaść się bezpośrednio do czarnej dziury, występują dość rzadko, również eksplozje hipernowych powinny być niezwykle rzadkim zjawiskiem. Część naukowców zaproponowała oddalonego o ponad 7,5 tysięcy lat świetlnych olbrzyma Eta Carinae jako kandydata na hipernową w naszej Galaktyce w ciągu najbliższego miliona lat.

## Hipernowe a rozbłyski gamma
Hipernowe, zwane też kolapsarami, odpowiadają prawdopodobnie za zjawisko długich błysków gamma. Nazwę tę, w odniesieniu do błysków gamma, zaproponował Bohdan Paczyński, aczkolwiek sam termin w odniesieniu do supernowych był już wcześniej znany. Terminu „kolapsar” używa się na określenie końcowego produktu w procesie zapadania się grawitacyjnego, czyli czarnej dziury. Termin ten w odniesieniu do błysków gamma oznacza również, w węższym zakresie, konkretny model masywnej, rotującej gwiazdy, której jądro zapada się do czarnej dziury.
Model ten, zaproponowany przez Stanforda Woosleya z Uniwersytetu Kalifornijskiego w Santa Cruz, ma wyjaśniać mechanizm powstawania błysku gamma, a właściwie centralnego „silnika”, operującego przez wystarczająco długi czas i zasilającego błysk. Masywne jądro szybko rotującej gwiazdy Wolfa-Rayeta zapada się, tworząc czarną dziurę. Większość otoczki gwiazdy zostaje odrzucona, natomiast jej pewna część opada z powrotem.
W wyniku szybkiej rotacji materia z tej otoczki nie może wpaść bezpośrednio do nowo powstałej czarnej dziury, lecz wiruje w płaszczyźnie równikowej, tworząc dysk akrecyjny. Okolice biegunów opróżniają się, umożliwiając powstanie lejów wzdłuż osi rotacji gwiazdy. Proces akrecji materii na czarną dziurę dostarcza energii niezbędnej do wyrzucenia dżetów, czyli relatywistycznie pędzących strug materii o bardzo małej gęstości. Po przebiciu się przez otoczkę gwiazdy dżety te rozpędzają się, a ich energia kinetyczna jest wyświecana w postaci promieniowania gamma.
Model ten został, nieco przewrotnie, określony przez Woosleya mianem „nieudanej supernowej” (ang. failed supernova) ze względu na fakt, że fala uderzeniowa jest zbyt słaba, aby wyrzucić całą otoczkę gwiazdy na zewnątrz i jej fragment opada z powrotem, tworząc dysk akrecyjny.
Model kolapsara wymaga, aby gwiazda będąca progenitorem błysku gamma spełniła jednocześnie co najmniej trzy warunki. Po pierwsze, musi być bardzo masywna, tak aby jej jądro zapadło się podczas wybuchu supernowej do czarnej dziury, a nie tylko do gwiazdy neutronowej. Po drugie, gwiazda musi bardzo szybko rotować, aby w jej wnętrzu utrzymał się przez wystarczająco długi czas dysk akrecyjny, zasilający dżety. Po trzecie, gwiazda musi podczas swego życia pozbyć się większości swej otoczki wodorowej, tak aby dżety mogły przebić się na zewnątrz kolapsara. Utrata ta mogła nastąpić przed kolapsem, w wyniku wiatru lub oddziaływania gwiazdy z jej towarzyszem w układzie podwójnym. Prawdopodobnie, gwiazda powinna być też silnie namagnesowana, gdyż dużą rolę w przekazywaniu energii między dyskiem akrecyjnym a dżetem może odgrywać pole magnetyczne.
W związku z tymi ograniczeniami, błyski gamma występują znacznie rzadziej niż zwykłe supernowe, dla których jedynym warunkiem zapadnięcia się jądra jest duża masa gwiazdy, wymagana do przeprowadzenia przez nią syntezy jądrowej kolejnych pierwiastków od helu aż po żelazo.

## Obserwacje potwierdzające model kolapsara
Model kolapsara potwierdzają dwa typy obserwacji. Po pierwsze, długie błyski gamma rejestrowane są w obszarach o intensywnej działalności gwiazdotwórczej, takich jak galaktyki nieregularne lub ramiona galaktyk spiralnych. Wskazuje to, że za pochodzenia błysków odpowiadają gwiazdy masywne, które szybko ewoluują i umierają w ciągu kilkuset milionów lat.
Po drugie, w kilku wypadkach bezpośrednio po błysku gamma udało się zaobserwować towarzyszącą mu supernową. Przykładem może być supernowa SN 1998bw, utożsamiana z błyskiem gamma o nazwie GRB 980425. Została ona zaklasyfikowana jako supernowa typu Ic, ze względu na swe charakterystyczne cechy widmowe. Widma charakterystyczne dla supernowych typu I b/c zostały również zarejestrowane w wypadku błysków GRB 030329 (SN 2003dh) oraz GRB 060218 (SN 2006aj). Ponadto kilka bardziej odległych błysków, dla których dokładna spektroskopia ewentualnej supernowej była zbyt trudna do wykonania ze względu na zbyt słabą emisję, wykazało jednak charakterystyczne pojaśnienia w krzywych blasku poświaty, prawdopodobnie związane z przebijającym się blaskiem supernowej.
Jako kontrprzykłady, podaje się dwa pobliskie błyski, GRB 060614 oraz GRB 060505, gdzie pomimo intensywnej kampanii obserwacyjnej nie udało się zarejestrować emisji supernowej. Zwolennicy modelu kolapsara sądzą jednak, że być może w tych przypadkach supernowa była już całkowicie „nieudana” i czarna dziura zdążyła połknąć całą otoczkę, zanim fala uderzeniowa supernowej dotarła do powierzchni gwiazdy.